# Arthur Currie
Arthur Currie (Strathroy, 5 dicembre 1875 – Montréal, 30 novembre 1933) è stato un generale canadese.

## Biografia

### I primi anni
Arthur Currie (il cognome alla nascita era indicato come "Curry") nacque a Napperton, Adelaide Township, poco ad ovest di Strathroy, nell'Ontario, figlio di William Garner Curry e di Jane Patterson.
Egli venne educato alla locale scuola elementare per poi passare al Strathroy District Collegiate Institute, frequentando poi l'Università di Toronto prima di trasferirsi nella Columbia Britannica nel 1894.

### Uomo d'affari e soldato gentiluomo
Per cinque anni egli insegnò nelle scuole pubbliche di Sidney e Victoria. Fu durante questi anni che decise di cambiare il proprio cognome in "Currie".
Il 6 maggio 1894 egli aderì ai reparti di milizia non permanente come cannoniere del 5º reggimento dell'artiglieria canadese, e nel 1900 raggiunse il rango di caporale. A questo punto gli venne prospettata la carriera come ufficiale anche se tale via era una posizione molto costosa da mantenere in quanto gli ufficiali da regolamento dovevano provvedersi alla divisa e coprire altre spese connesse alla carica. Inoltre, Currie era fidanzato con Lucy Chaworth-Musters col chiaro intento di sposarla a breve. Ovviamente il magro salario di un insegnante non era sufficiente a coprire le eventuali spese, ma gli venne proposto di entrare nella compagnia nazionale di assicurazioni, divenendo così un uomo d'affari.
Questa nuova posizione gli consentì anche di pensare seriamente alla carriera di ufficiale militare nei reparti di artiglieria ai quali era particolarmente interessato. Promosso Capitano nel 1902, venne nominato Maggiore dal 1906. Egli continuò ad ogni modo ad essere un uomo d'affari molto attivo e col boom di speculazioni d'inizio secolo fondò con l'amico R. A. Power la Currie & Power investendo copiosamente nel mercato. Dal settembre del 1909 venne elevato al rango di Luogotenente Colonnello e prese il controllo del 5º reggimento.
Nel 1913, mentre stava dando il proprio contributo per organizzare la formazione delle nuove reclute per un nuovo reggimento, le sue finanze iniziarono a colare a picco per una serie di investimenti errati. Nel medesimo periodo gli venne proposto il comando del nuovo 50º reggimento "Gordon Highlanders of Canada", che egli accettò ma assai presto questa scelta si rivelò infelice in quanto il costo delle nuove uniformi e degli stipendi degli armati si assommarono ai suoi problemi finanziari. Sull'orlo della bancarotta e di abbandonare l'esercito, Currie riuscì ad ottenere dal governo 10.833,44 dollari canadesi da aggiungere al suo conto per pagare i suoi debiti. Lo storico Pierre Berton, ha però sottolineato che il colonnello onorario di questo reggimento, William Coy, aveva promesso di sottoscrivere al reggimento la somma di 35.000 dollari che però non giunse mai.

### La prima guerra mondiale
Quando la guerra scoppiò in Europa nel 1914, Currie si trovava ancora in forti difficoltà finanziarie malgrado Sam Hughes, suo concorrente nella carriera militare, gli avesse offerto il comando della 2ª brigata di fanteria della 1ª divisione. Con questa azione egli sperava di depistarlo all'esterno dei confini del Canada facendogli perdere popolarità o addirittura sperando che morisse in conflitto, pur non sapendo che proprio la partenza di Currie alla volta del vecchio continente avrebbe significato la sua glorificazione. Currie venne promosso Brigadiere Generale il 29 settembre 1914.
A quel punto le difficoltà finanziarei di Currie giunsero all'attenzione del primo ministro canadese, Robert Borden il quale decise di aiutarlo prorogandogli la restituzione dei soldi acquisiti gli anni precedenti.

### La seconda battaglia di Ypres
La 1ª divisione trascorse l'inverno del 1914-1915 in Inghilterra e successivamente venne inviata in Francia nel febbraio del 1915. Dopo un periodo di indottrinamento circa le realtà della guerra di trincea, la brigata di Currie prese il controllo di una parte delle trincee presso il saliente di Ypres il 17 aprile 1915. Solo cinque giorni dopo i tedeschi usarono per la prima volta i gas asfissianti sul fronte occidentale, mandando nuvole di clorina sopra le trincee alleate. Le truppe coloniali francesi si ruppero lasciando un enorme vuoto nelle linee alleate. Nel caos che seguì, Currie dette prova della propria abilità di ufficiale combattente resistendo sino a quando il suo quartier generale non venne raggiunto dai gas asfissianti e poi distrutto da un incendio. Scontratosi con una situazione che le tattiche teoriche non erano in grado di affrontare a sufficienza, Currie decise di mantenere perlomeno le posizioni prima di passare al contrattacco. Ad un certo punto fu lo stesso Currie a condurre personalmente due reggimenti inglesi di rinforzo alle proprie truppe e dopo molti giorni di fiero combattimento, il contrattacco canadese a St. Julien ed a Kitcheners Wood ristabilì la linea difensiva degli alleati nella zona, impedendo ai tedeschi di sfondare.
Dopo questa brillante azione, Currie venne promosso Maggiore Generale e gli venne affidato l'intero comando della Iª divisione canadese. Egli ricevette anche la croce di Cavaliere dell'Ordine del Bagno inglese e della Legion d'Onore francese.

### La Somme
Anche se i canadesi non presero parte alla celeberrima offensiva inglese della Battaglia della Somme del 1º luglio 1916, si portarono ad ogni modo tra le linee di guerra per prestare aiuto ai compagni d'arme. Al contrario di molti altri comandanti, Currie non era dell'idea che un attacco frontale diretto avrebbe potuto dare come risultato una schiacciante e miracolosa vittoria nello scontro. Currie riteneva che la strada migliore da intraprendere fosse quella dell'assalto a obbiettivi precisi, di modo da scatenare il contrattacco tedesco e quindi reagire vanificando l'azione del nemico in campo aperto. La tecnica del "mordi e fuggi" si rivelò vincente anche se il totale delle vittime alla fine del conflitto nel novembre di quell'anno risultò essere di 24.000 uomini rimasti sul campo di battaglia.

### La battaglia di Vimy
Alla fine del 1916 quattro divisioni canadesi si trovavano ancora impegnate in Francia assieme ai Canadian Corps posti sotto la direzione di Sir Julian Byng. L'alto comando militare britannico informò Byng che i canadesi avrebbero avuto un ruolo centrale nell'offensiva primaverile ad Arras.
Lo scontro si sarebbe situato presso i villaggi francesi di Vimy e Petit-Vimy, in un'altura pianeggiante denominata Douai Plain. Quando la guerra era iniziata nel 1914, i tedeschi avevano subito agito su questa zona strategicamente importante, respingendo i francesi e fortificando pesantemente l'area malgrado una controffensiva anglo-francese.
Sia Byng che Currie erano certi che la preparazione delle truppe e l'analisi attenta della situazione avrebbe potuto risolvere il combattimento nel giro di 8 ore. Byng in un primo momento ordinò a Currie di esaminare il piano di battaglia, inviandolo però poi a Verdun per parlare con gli ufficiali francesi mentre li si trovavano impegnati nello scontro armato coi tedeschi e fu il primo a coinvolgere tutti senza distinzione di grado o pregiudizi circa la poca esperienza degli ufficiali più giovani. Il 20 gennaio 1917 Currie iniziò una serie di letture di generali dei Canadian Corps che gli diedero la chiave della soluzione per la battaglia:
- utilizzare l'artiglieria per disperdere il grosso delle truppe tedesche lungo le linee del fronte;
- lo sbarramento dell'artiglieria doveva essere perfezionato;
- ogni singolo soldato doveva essere informato perfettamente su quanto stesse svolgendo di modo che in caso di uccisione dell'ufficiale competente fosse in grado subito di comandare il plotone;
- le operazioni di controbatteria avrebbero dovuto essere perfezionate assieme all'utilizzo di silenziatori;
- i soldati dovevano trovarsi il più possibile vicini alle linee nemiche prima di iniziare l'assalto di modo da ridurre il tempo di esposizione al fuoco nemico.

In aggiunta a quanto preventivato, vennero realizzati anche dei tunnel che consentirono alle truppe canadesi di giungere il più vicino possibile ai nemici, chiudendo le loro formazioni per poi eliminarle senza possibilità di rinforzi. Currie diede anche ordine di ripristinare molte strade danneggiate dai precedenti combattimenti nell'area e di installare un sistema telefonico di 21 chilometri.
In tutto questo Currie consentì inoltre al giovane e meritevole ufficiale McNaughton di porsi a capo dell'artiglieria ove sperimentare le nuove tecnologie acquisite nei suoi studi scientifici. Fu così che l'artiglieria canadese distrusse circa l'83% dei cannoni tedeschi prima ancora che la battaglia avesse inizio
Alle 5:30 del 9 aprile (lunedì dell'angelo), gran parte dello sbarramento d'artiglieria era pronto per la battaglia e 3000 soldati canadesi iniziarono a scavalcare le trincee ed a scavare tunnel nel mezzo di una tormenta di neve dietro le pallottole del nemico che però non ebbero l'effetto sperato. Molti soldati tedeschi vennero catturati ed alle 24.30 i soldati canadesi giunsero sulla cima di Vimy.
Dopo questa azione Currie ottenne da re Giorgio V del Regno Unito il titolo nobiliare di Cavaliere e venne nominato Commendatore dell'Ordine di San Michele e San Giorgio il 4 giugno 1917. Quando Byng venne promosso Generale in capo alla 3ª armata nel 1917, Currie venne promosso temporaneamente al rango di Luogotenente-Generale il 9 giugno, ottenendo difatti il comando degli interi Canadian Corps.
Currie era però ancora in difficoltà finanziarie e venne costretto, per evitare uno scandalo, a ripagare i propri debiti definitivamente rivolgendosi a due suoi ricchi subordinati, David Watson and Victor Odlum.

### Hill 70
L'alto comando inglese necessitava di un diversivo per dirottare l'attenzione dei tedeschi in preparazione della Terza battaglia di Ypres. Currie si era posto come primo obbiettivo dopo l'assunzione del comando dei Canadian Corps di prendere la città di Lens che era strategicamente importante per la sua vicinanza con i principali nodi ferroviari della regione. Dopo aver esaminato l'area, Currie propose invece di prendere l'area attorno alla città (denominata dagli Alleati come "Hill 70"). I tedeschi sarebbero stati così forzati al contrattacco per riprendere il possesso dell'area perdendo così il controllo della città. Sir Douglas Haig infine approvò il cambiamento del piano predisposto da Currie..
Currie, a questo punto, fece partire l'operazione col medesimo sistema utilizzato a Vimy fornendo a tutti i soldati una piccola mappa con gli obbiettivi da raggiungere e con l'indicazione delle trincee presenti nel territorio. Alle 4:25 del 15 agosto 1917, dopo molte ore di fuoco d'artiglieria, la distruzione delle trincee tedesche portarono alla vittoria dei canadesi nei militari della 1ª, 2ª e 4ª divisione (la 3ª divisione rimaneva di riserva). I canadesi presero il controllo della collina in 20 minuti. Come Currie aveva previsto, il contrattacco tedesco ebbe luogo alle 9:00 di mattina di quello stesso giorno. Nel corso dei tre giorni successivi, i canadesi respinsero oltre 21 attacchi tedeschi nei quali vennero impiegati dalle potenze dell'Intesa gas asfissianti e lanciafiamme. Il 18 agosto i canadesi erano a corto di acqua, munizioni e col morale a terra ma anche i tedeschi erano stati fortemente provati dalle perdite per la conquista della collina fuori Lens e anche se poi la città non venne presa dai canadesi, perse il suo ruolo strategico e venne abbandonata dai tedeschi.

### La battaglia di Passchendaele

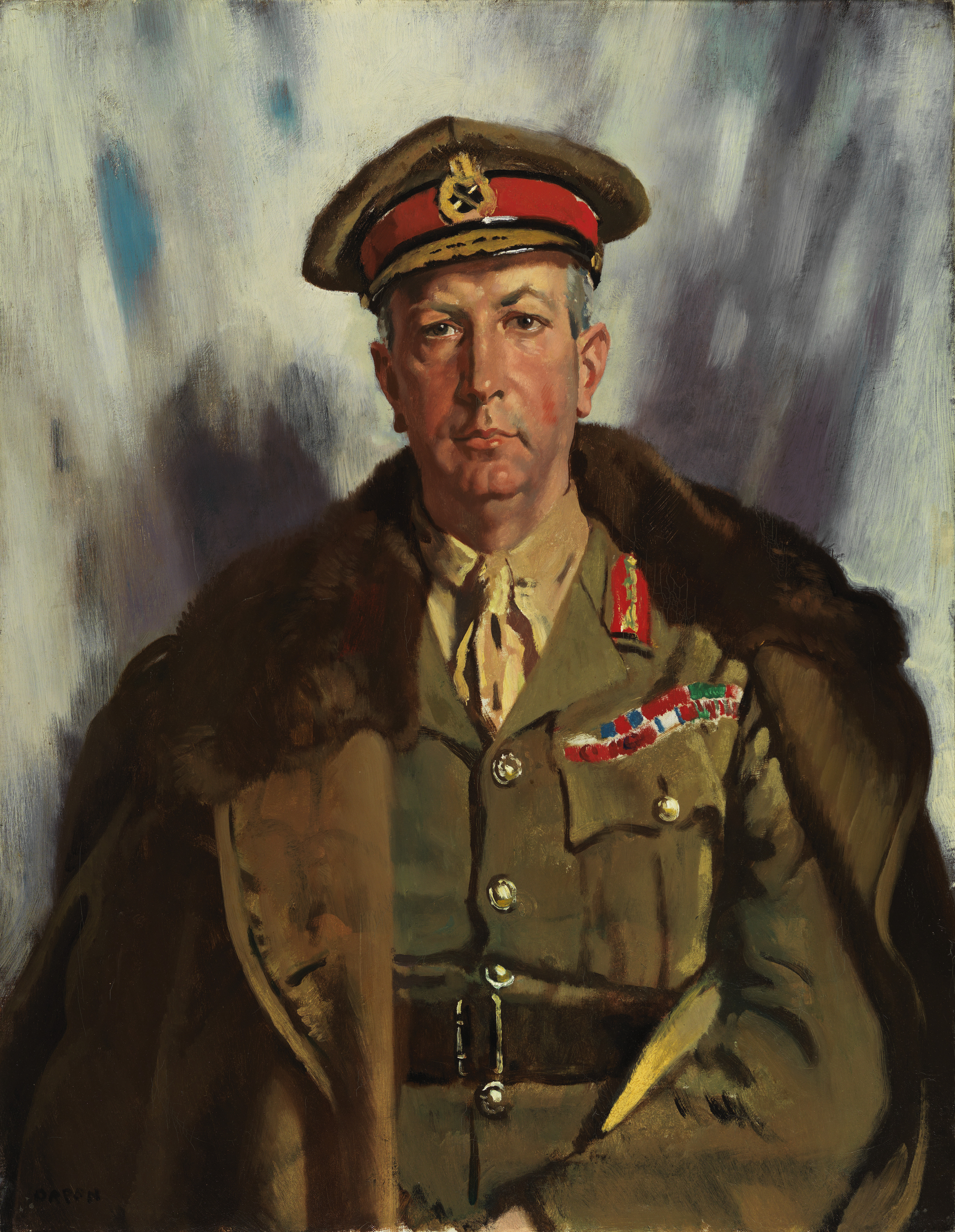
ritratto di Currie eseguito dal pittore William Orpen, 1919. (Beaverbrook Collection of War Art, Canadian War Museum 19710261-0539)

La Terza battaglia di Ypres, conosciuta alla storia come battaglia di Passchendaele, fu un tentativo organizzato da Sir Douglas Haig nell'estate del 1917 per spezzare le linee tedesche. Il suo obbiettivo era quello di prendere il villaggio di Passchendaele che si trovava nei pressi di una zona strategica dalla quale poi passare ai porti belga di modo da fermare le depredazioni compiute dai sottomarini tedeschi nel canale della manica.
L'area però, a causa delle forti piogge che per tutto l'autunno successivo spazzarono la zona, era divenuta un enorme pantano nel quale proprio i Canadian Corps si trovavano a dover ancora una volta combattere e dovettero essere predisposti dei passaggi con assi di legno per permettere alle truppe di agire velocemente.
Currie predispose il ruolo delle truppe canadesi in aiuto a due divisioni britanniche stanziandosi nella periferia del villaggio e sopportando il contrattacco tedesco per i successivi cinque giorni.
I tedeschi si ritirarono dalla battaglia l'11 novembre 1917, ma il disegno prefissato ancora una volta non si concretizzò. La "vittoria di Pirro" canadese costò all'esercito 4.028 morti.

### L'offensiva dei cento giorni
Nella primavera del 1918 i tedeschi lanciarono una nuova controffensiva alle truppe degli Alleati. Nell'agosto del 1918 Currie ordinò ai Canadian Corps di spostarsi circa 70 chilometri più a sud presso Amiens per unirsi ai corpi australiani intervenuti negli scontri, sottoposti al comando del generale John Monash. L'attacco dell'8 agosto mirato ancora una volta a determinare la sconfitta tedesca nell'area, portò però Currie a creare un enorme vuoto nelle file nemiche di circa 11 chilometri già dal primo giorno, pur avendo numerose perdite in seno all'esercito canadese. Dopo tre giorni di avanzamento degli Alleati, i tedeschi abbandonarono le loro posizioni ad Amiens e si prepararono nella difesa della Linea Hindenburg.
Currie si spostò dunque verso il Canal du Nord con l'intento di passare il corso d'acqua per raggiungere le linee nemiche, il problema è che questo avrebbe comportato la costruzione di ponti posticci sotto il fuoco nemico con la previsione di molte perdite. Inizialmente i suoi superiori non diedero l'assenso all'esecuzione del piano strategico, ma infine Douglas Haig diede il proprio consenso. Il 27 settembre di quell'anno Currie iniziò delle manovre per confondere i nemici sul vero obbiettivo dei canadesi con movimenti a zig-zag.
Currie prese successivamente Cambrai e i Canadian Corps raggiunsero Valenciennes l'11 ottobre rinforzando le difese degli Alleati.
Il 10 novembre, Currie sotto l'ordine di continuare l'avanzata, decise di liberare la città di Mons dopo che era stato vociferato un armistizio per il giorno successivo, fatto che avvenne realmente l'11 novembre alle 11:00. La liberazione di Mons fu l'ultima azione della Grande Guerra e costò altre 280 vittime tra cui l'ufficiale canadese George Lawrence Price, l'ultimo soldato Alleato a morire prima della fine della prima guerra mondiale, appena due minuti prima della firma dell'armistizio.
La decisione di Currie, che pure sapeva della fine della guerra imminente, venne largamente discussa nei giorni successivi, ma egli difese le proprie posizioni ribadendo che il suo ordine era quello di proseguire nell'avanzata e che altre volte era stata data la notizia della firma di un armistizio che poi non era mai giunto a porre fine al conflitto. Inoltre, quando anche si seppe la veridicità della firma del trattato, le posizioni degli Alleati erano ancora incerte e altri comandanti militari Alleati continuavano le loro pressioni contro il nemico.

### Dopo la guerra

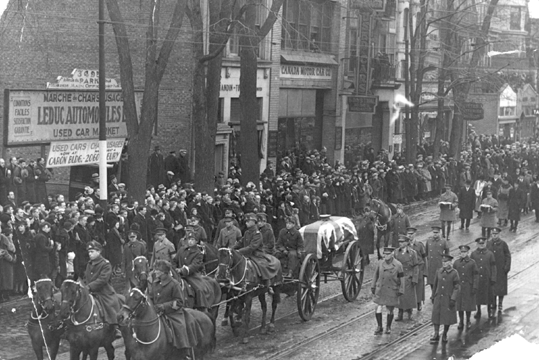
La processione al funerale di Arthur Currie lungo Park Avenue a Montreal.

Ritornato in Canada dopo le fatiche della prima guerra mondiale, il generale Currie morì nel 1933, pochi giorni dopo il 15º anniversario della firma dell'armistizio, lasciando la moglie, un figlio e una figlia. Il suo corpo venne sepolto nel Mount Royal Cemetery a Montreal.